# Drapeau de l'Organisation de la coopération islamique
Le drapeau de l'Organisation de la coopération islamique a été adopté en 2011.

## Design et symbolisme
Le drapeau de l'OCI est blanc et comporte l'emblème de l'organisation au centre : il s'agit d'un globe terrestre vert, entouré d'un croissant de lune, avec la Kaaba au centre du globe sur un champ blanc. Les éléments de l'emblème reflètent la philosophie d'entreprise de l'organisation, selon leurs nouveaux statuts.

## Ancien drapeau

Ancien drapeau de l'OCI.

L'ancien drapeau avait été adopté en 1981 ; il présentait un fond vert avec un croissant rouge orienté vers le haut enveloppé dans un disque blanc au centre ; à l'intérieur du disque, les mots « Allahu Akbar » étaient écrits en calligraphie arabe.

## Voir également
- Drapeaux musulmans
- Drapeau de la Ligue arabe
- Drapeau du Conseil turcique